# Xenidiocercus macarangae
Xenidiocercus macarangae är en svampart som först beskrevs av T.S. Ramakr., och fick sitt nu gällande namn av Nag Raj 1993. Xenidiocercus macarangae ingår i släktet Xenidiocercus, divisionen sporsäcksvampar och riket svampar.   Inga underarter finns listade i Catalogue of Life.